# نيكولاس تيرول
نيكولاس تيرول (بالإسبانية: Nico Terol)‏ مواليد 27 سبتمبر 1988 في ألكوي، إسبانيا، أليكانتي، منطقة بلنسية، هو متسابق دراجات نارية إسباني. نافس في سباقات بطولة العالم لفئة 125 سي سي. كما شارك في بطولة العالم للسوبربايك وبطولة العالم للسوبرسبورت.

## البطولات
- بطولة العالم لفئة 125 سي سي 2011

## وصلات خارجية
- نيكولاس تيرول على موقع MotoGP.com (الإنجليزية)
- نيكولاس تيرول على موقع WorldSBK.com (الإنجليزية)

- الموقع الرسمي